# アルセ (ドゥー＝セーヴル県)
アルセ （Arçais）は、フランス、ヌーヴェル＝アキテーヌ地域圏、ドゥー＝セーヴル県のコミューン。ニオールの西に位置し、ポワトヴァン湿地の中にある。

## 由来
アルセという地名は1882年に採用されている。中世の公文書においては、以下のように継続して記されていた。1178年にArchaïcum、1223年にArcacum、1300年にArseumである。これらの地名が今日知られているアルセという名に導いた。

## 地理

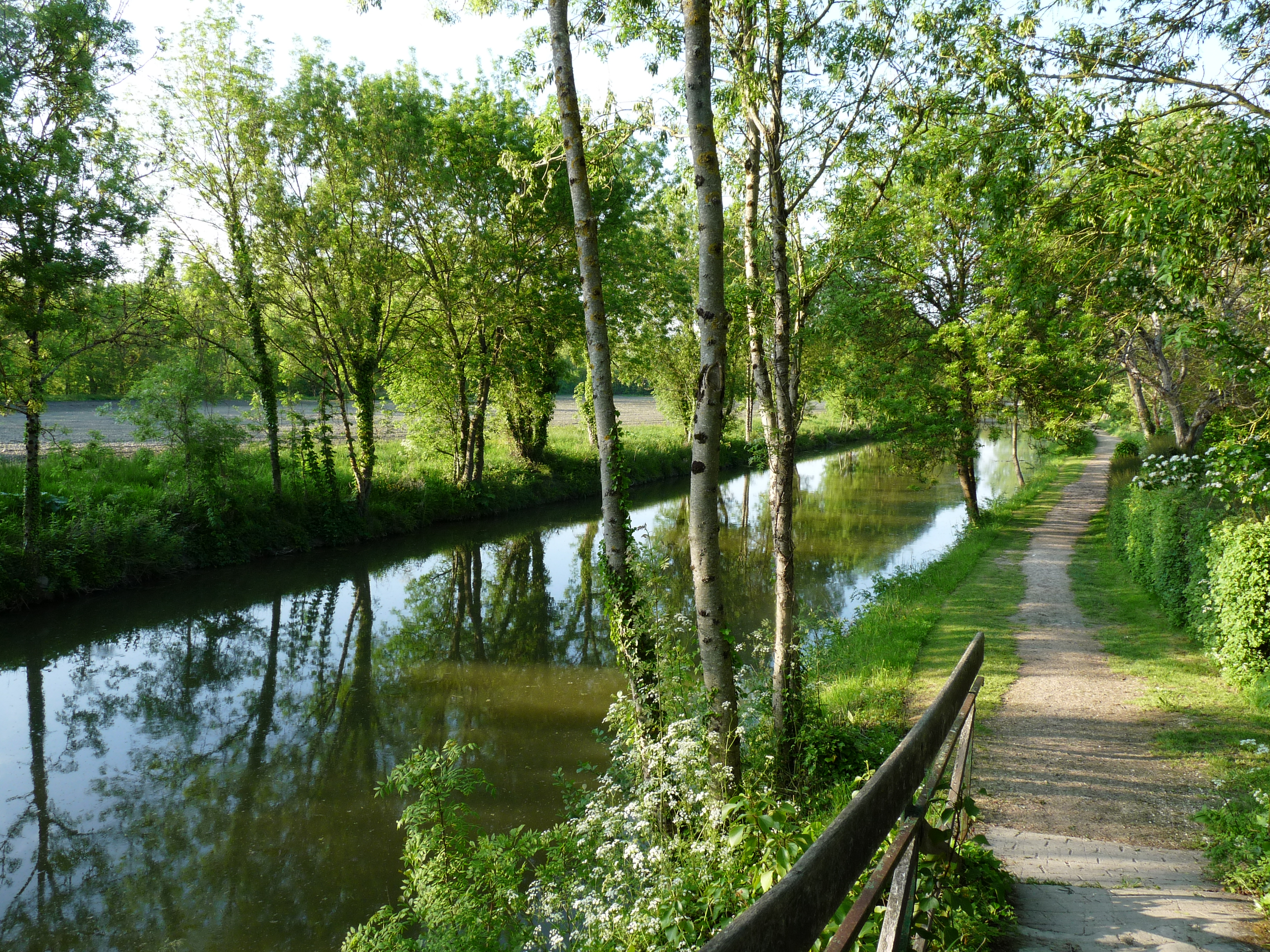
湿地と遊歩道

アルセは、年中起こる洪水を指して『水であふれた湿地』と言われ、『緑のヴェネツィア』（Venise verte）とも呼ばれるポワトヴァン湿地の一部である。セーヴル・ニオルテーズ川から遠く離れておらず、村はほとんど迷路のような堀、水路や運河に囲まれている。

## 経済

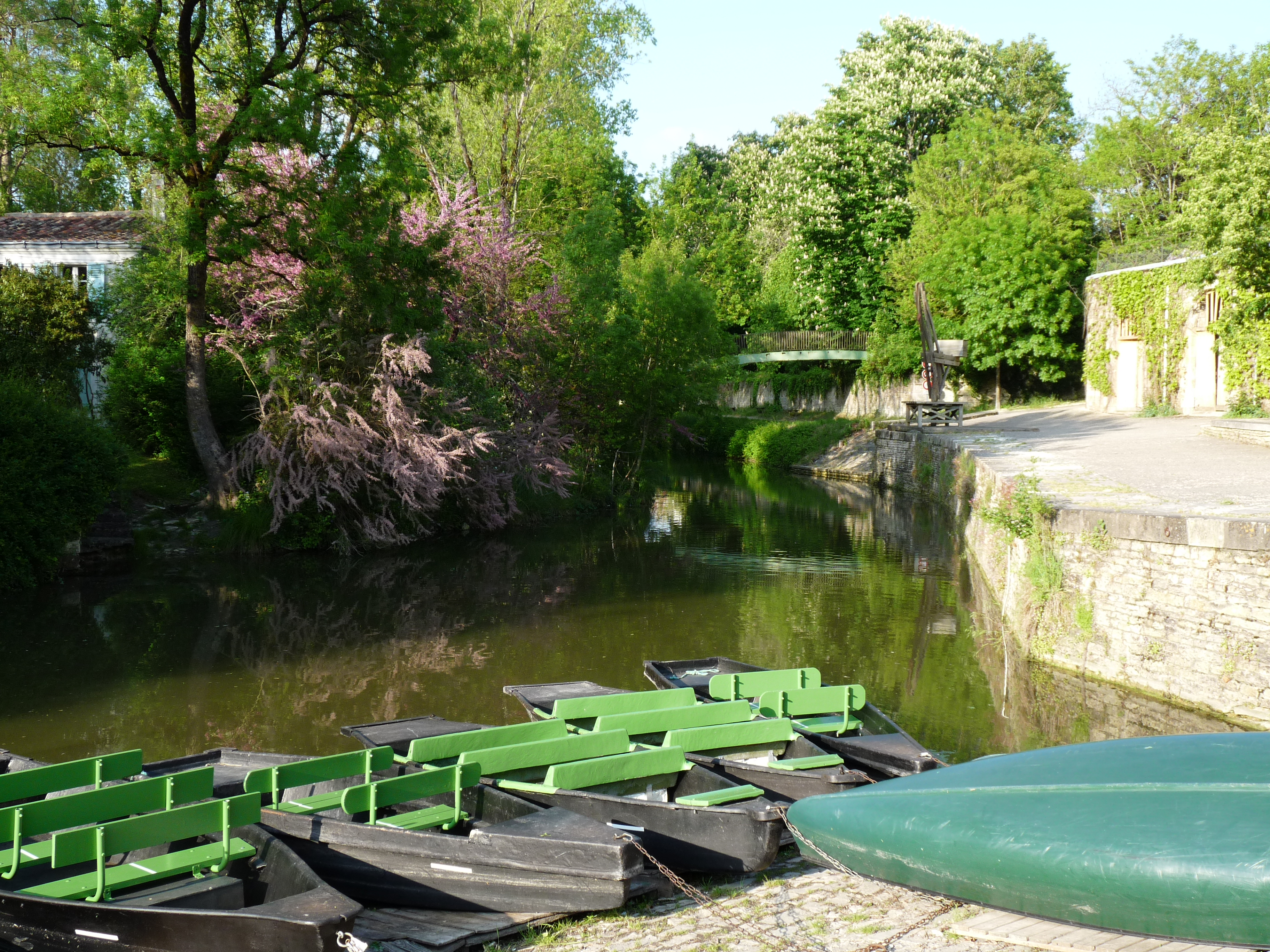
港の乗船場所

かつて通過地点であったアルセは、畜産や林業が行われていた。周辺のコミューンと同様に今日では、湿地を訪れるために船に乗船できる港があるおかげで観光が盛んである。駐車場があり、ピクニック、遠足、サイクリング、クルーズ、釣り、狩猟、キャンピングが行われている。

## 歴史
継続して湿地の干拓が行われる以前、一帯は海で囲まれていたうえ、村はピクトン湾の中にあった。アルセはのちに活気ある土地となり、最盛期を19世紀に迎えた。港にある古い木材クレーンの複製が証明しているように、伐採されたポプラは河岸に運ばれてクレーンで船に積まれていた。そして1829年には港近くに伝統的な住宅が建てられた。そして11ある倉庫は、魚やワイン、木材を収めるため建てられた。

## 人口統計
| 1962年 | 1968年 | 1975年 | 1982年 | 1990年 | 1999年 | 2008年 | 2013年 |
| ------ | ------ | ------ | ------ | ------ | ------ | ------ | ------ |
| 759    | 718    | 653    | 524    | 560    | 572    | 620    | 608    |

参照元:1962年から1999年までは複数コミューンに住所登録をする者の重複分を除いたもの。それ以降は当該コミューンの人口統計によるもの。1999年までEHESS/Cassini、2004年以降INSEE。